# Örs vezér tere (métro de Budapest)
Örs vezér tere est une station du métro de Budapest. Elle est sur la  .